# ハイファッション
ハイファッション（Hi FASHION）は、かつて文化出版局より発行されていたファッション雑誌。1960年創刊。初代編集長は今井田勲。隔月刊。2010年4月号をもって休刊。

## 概要
パリ、ミラノ、ニューヨーク、ロンドンなどのコレクション、ファッションデザイナーの展示会を扱い、"モード系"と言われた。
1986年8月号、通巻148号をもって月刊誌となる。月刊化時の発行人は大沼淳、編集人は今井田勲、編集長は久田尚子。
2005年6月号より、大幅なリニューアルを行い、バイリンガル併記に踏み切った。
『ミスター・ハイファッション』の編集長を務めた田口淑子と、同誌アート・ディレクターを務めた二本木敬を迎えた。
2009年2月号より、羽場由美子が編集長を務める。
2010年2月27日発売の4月号をもって休刊。
最終号では『コム デ ギャルソン 自由編集』と題した60ページに渡る大特集で業界に大きな話題を呼び、創刊から半世紀の歴史に幕を閉じた。
2010年4月より、high fashion ONLINE がスタート（現在は終了）。
2012年7月21日。high fashion誌から初のアーカイブ化された本、high fashion DESIGNERS INTERVIEW発売。国内外のファッション情報を主軸とし、関連するカルチャーも取り込みながら、2010年の休刊に至るまでアーティスティックな誌面を展開してきた。中でもファッションデザイナーのインタビューは、毎号掲載され、若手から大御所まで多くのデザイナーのアイデンティティやクリエーションを紹介し、本誌を象徴する記事であった。2005年から2010年にかけて掲載した記事から、現在も第一線で活躍する55組のデザイナーをピックアップ。"デザイナーが語るファッション"、"デザイナーとカルチャーの関係"、"東京のデザイナー"、"海外のデザイナー"など、複眼的な切り口で一冊を構成。個々の深みのあるインタビューを通じて、ファッションにとどまらない、時代の感性が見えてくる。巻頭には、写真家のホンマタカシが撮影した、東京で活躍する8組のデザイナーのポートレートを掲載。
2012年8月3日。『ハイファッション デザイナーインタビュー。』の刊行を記念したトークショーを開催。『ハイファッション デザイナーズインタビュー。』の刊行を記念したトークショーを東京・代官山 蔦屋書店で開催。出演者は、ユナイテッドアローズのクリエイティブアドバイザーを務める栗野宏文、雑誌『ミスター・ハイファッション』と『ハイファッション』で編集長を務めた田口淑子、『装苑』や『ハイファッション』 などに在籍し、副編集長を務めた西谷真理子。『ハイファッション』がファッション界にもたらした役割、その中でも毎号企画されたデザイナーのインタビューの意味や取材時の裏話など、多角的にトークを展開。
1980年には、姉妹誌『ミスター・ハイファッション』が創刊されたが、『ハイファッション』に統合されるかたちで2003年に休刊。

## 歴代 アート・ディレクター
- 江島 任
- リチャード・ラトリッジ
- 仲條正義
- 伏見文男
- 河野鷹思
- 木村裕治
- 小島良平
- 白石良一
- 二本木 敬
- 佐久間啓仁

## high fashion 関連作品
書籍
- 『high fashion DESIGNERS INTERVIEW』文化出版局、2012年7月21日。ISBN 978-4-579-30441-7 ／ アート・ディレクター：佐久間 啓仁
- About Yohji Yamamoto from 1968 ： 山本耀司。モードの記録。モードの意味を変えた山本耀司の足跡を探して。 ／ アート・ディレクター：二本木 敬

## 2010年4月号 最終号 スタッフ
- Editorial Director

田口淑子
- Art Director

二本木敬
- Designer

佐久間啓仁
三輪哲也
- Editor in Chief

羽場由美子
- Editor

西谷真理子
吉田淳矢
岡田佐知子
村松諒